# Гай Целій Кальд (консул 94 року до н. е.)
Гай Целій Кальд (140 — після 94 р. до н. е.) — політичний, державний та військовий діяч Римської республіки, консул 94 року до н. е.

## Життєпис
Походив з плебейського роду Целієв. Син Гая Целія Кальда. 
У 107 році до н. е. його обрано народним трибуном. Притягнув до народного суду у звинуваченні у зраді Гая Попілія Лената, який уклав договір з кельтським племенем гельветів—тігурінів, зрештою Кальд домігся його засудження, для чого провів закон про таємне голосування у судах про державну зраду. У 104 році до н. е. став монетарієм. У цьому ж році був суддею у цивільному позові проти поета Луцилія, але відмовив у позові. 
У 99 році до н. е. став претором, а у 98 році до н.е. пропретором у Ближній Іспанії. Наприкінці 97 року до н. е. був свідком у суді проти Марка Антонія в справі щодо підкупу виборців. У 94 році до н. е. Гая Целія обрано консулом разом з Луцієм Доміцієм Агенобарбом. Після цього у 93—87 роках до н.е. був проконсулом провінції Нарбонська Галлія. Під час своєї каденції Кальд переміг лігурійське плем'я салувієв. 

## Родина
- Гай Целій Кальд, претор 70 року до н.е.
- Луцій Целій Кальд, септемвір епулон у 81—61 роках до н.е.